# Desactivación de explosivos

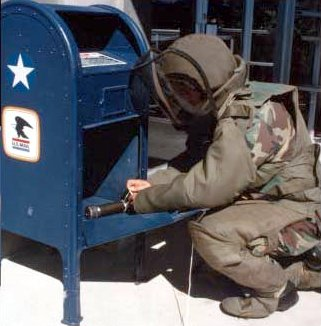
Agente del FBI, con un traje antiexplosivos, durante un entrenamiento de desactivación.

La desactivación de bombas es el proceso por medio del cual un artefacto explosivo es desactivado a un estado seguro. 

## Historia
La desactivación de explosivos y bombas se formalizó durante la Primera Guerra Mundial. La gran producción de armamento y municiones, condujo a diversos defectos en su fabricación y una cantidad considerable de éstas, disparadas por ambos bandos, fueron halladas sin detonar. 
Estos artefactos representaban un riesgo para cualquier persona que se encontrara en la cercanía y en respuesta, el ejército británico organizó una unidad de Examinadores de Artillería del Cuerpo de Artillería del Ejército Real para manejar este tipo de situaciones.